# النادي الإيراني في دبي
النادي الإيراني في دبي (بالفارسية: باشگاه ایرانیان دبی) هو نادي اجتماعي يقع في منطقة عود ميثاء في دبي، الإمارات العربية المتحدة. يجري تمويله من قبل الحكومة الإيرانية وتديره الجالية الإيرانية في دبي.

## خلفية
افتُتح النادي في عام 1990 من قبل الشيخ راشد بن سعيد آل مكتوم كمكان لعرض الأنشطة الثقافية الإيرانية، وبتمويل من مؤسسة مستضعفان، وهي منظمة شبه حكومية في إيران. يمتد النادي على مساحة 50000 قدم مربع، وهو غير هادف للربح ومفتوح لكل من الإيرانيين وغير الإيرانيين. في عام 2002، بلغ عدد الأعضاء غير الإيرانيين 5000، بينما كان عدد الأعضاء الإيرانيين ضعف ذلك. الحصول على عضوية النادي مجاني، حيث يتعين على الأعضاء فقط الدفع مقابل الأنشطة التي يوفرها النادي.

## مرافق
يضم النادي الإيراني فندقًا به 22 غرفة ومطعمًا إيرانيًا. ومرافق رياضية ومسرحًا وقاعة احتفالات للأحداث الثقافية. يحتوي النادي على قسم ثقافي ينظم البرامج الثقافية، وقسمًا تعليميًا يقدم دروسًا في اللغة وينظم الأنشطة على مستوى المدرسة، كما توجد مكتبة تضم آلاف الكتب باللغات العربية والفارسية والإنجليزية. تشمل المرافق الرياضية ملاعب تنس وكرة سلة وكرة طائرة وحمامات سباحة وملعب كرة قدم وصالات ألعاب رياضية، كما توجد قاعتان للأفراح. تقام أحداث مثل المؤتمرات التجارية وحفلات التخرج بشكل متكرر في النادي. ينصح النادي دوماً بإرشادات اللباس الرسمي التي يجب الالتزام بها.

## وصلات خارجية
- الموقع الرسمي
- النادي الإيراني في دبي  على فيسبوك.